# Ceratocapsus uniformis
Ceratocapsus uniformis är en insektsart som beskrevs av Knight 1927. Ceratocapsus uniformis ingår i släktet Ceratocapsus och familjen ängsskinnbaggar. Inga underarter finns listade i Catalogue of Life.